# SlapFunk Records
SlapFunk Records is een onafhankelijk Nederlands platenlabel en evenementenorganisatie, opgericht in 2012 in Utrecht. Het label specialiseert zich in underground elektronische muziek, met een focus op rauwe, percussieve house. SlapFunk staat bekend om zijn evenementen in binnen- en buitenland, waaronder de jaarlijkse Monday Gathering tijdens het Amsterdam Dance Event (ADE) en de Easter Monday Gathering bij BRET in Amsterdam.
Zowel bij hun releases als live-evenementen ligt de nadruk op vinyl. Het label heeft een eigen vinyl-only sublabel genaamd SlapCutz Records, en hun dj's draaien vrijwel uitsluitend vanaf vinyl tijdens evenementen zoals de Monday Gathering en Easter Monday Gathering.

## Geschiedenis
SlapFunk is ontstaan in 2009 uit een vriendengroep die illegale feesten organiseerde op verlaten locaties in Utrecht, zoals achter Stadion Galgenwaard. De initiatiefnemers, onder wie Sylvestro Tjon Sack Kie (Samuel Deep) en Nelson Yogh Niemel, richtten het collectief in 2012 formeel op als label.

## Muziekstijl en releases
SlapFunk richt zich op een mix van house, UK garage, dub, minimal en breakbeat, vaak gekenmerkt door diepe grooves en een focus op de dansvloer. De compilatieserie Raw Joints vormt een belangrijke pijler binnen het label en biedt ruimte aan zowel gevestigde als opkomende artiesten. In 2020 werd het sublabel SlapCutz Records gelanceerd voor vinyl only-uitgaven.

## Evenementen
SlapFunk organiseert regelmatig evenementen in clubs zoals BASIS en TivoliVredenburg in Utrecht, evenals in Amsterdam. Twee jaarlijkse hoogtepunten zijn:
- De Monday Gathering tijdens Amsterdam Dance Event – een bekende aftrap van het festival op maandagochtend en -middag, gehouden bij BRET. Het feest staat bekend om zijn intieme sfeer, internationale line-up en sterke lokale vertegenwoordiging.[1]
- De Easter Monday Gathering – een terugkerend lente-evenement op tweede paasdag, eveneens bij BRET, waarbij de nadruk ligt op outdoor sets, vinyl en community-gevoel.[1]

Daarnaast organiseert SlapFunk showcases in steden als Parijs, Londen, Berlijn en Bali.

## Artiesten
SlapFunk heeft samengewerkt met een breed scala aan artiesten, waaronder:
- Samuel Deep
- Anil Aras
- Locklead
- William Caycedo
- Lopaski
- Dan Farserelli
- Benny Rodrigues (ook bekend als ROD), die regelmatig optreedt op SlapFunk-events.[1]

De benadering van het label is collectief en familiair: langdurige samenwerkingen en onderlinge verbondenheid staan centraal.

## Online aanwezigheid
SlapFunk is actief op SoundCloud, Bandcamp en Instagram. Via de SlapCast-serie publiceert het label regelmatig dj-sets van residents en gastartiesten.